# Рокавивара
Рокавива̀ра (на италиански: Roccavivara) е село и община в Южна Италия, провинция Кампобасо, регион Молизе. Разположено е на 652 m надморска височина. Населението на общината е 875 души (към 2010 г.).